# Antim Peak
Der Antim Peak (englisch; bulgarisch връх Антим wrach Antim) ist ein 2080 m hoher Berg auf Smith Island im Archipel der Südlichen Shetlandinseln. In der Imeon Range ragt er 2,4 bzw. 0,85 km nordöstlich der beiden Gipfel des Mount Foster, 3,4 km südsüdwestlich des Mount Pisgah, 16 km südwestlich des Kap Smith und 16 km nordöstlich des Kap James auf. Besonders markant sind seine teilweise eisfreien Südosthänge. Die Erstbesteigung gelang dem Neuseeländer Greg Landreth und seinem Team im Jahr 1996, der ihn dabei als vom Mount Foster unabhängigen Gipfel identifizierte.
Die bulgarische Kommission für Antarktische Geographische Namen benannte ihn 2006 nach Anthim I. (1816–1888), Exarch und Oberhaupt der bulgarisch-orthodoxen Kirche.